# Lauro Severiano Müller
Lauro Severiano Müller   (Itajaí, 8 de novembre de 1863 - Rio de Janeiro, 30 de juny de 1926) va ser un militar, enginyer i polític brasiler.

## Orígens familiars i infància
La família Müller formava part del primer contingent d'immigrants alemanys que es va establir el 1829 a la colònia de São Pedro de Alcântara, província de Santa Catarina. L'avi Johann, que havia sigut pagès a Europa, va rebre uns terrenys i els va treballar junt als seus fills; per tant, Lauro Müller era fill d'un colon. Però el pare, Peter, va abandonar l'activitat agrícola per ser tripulant en els vaixells que feien la línia Desterro (l'actual Florianópolis) - Itajaí. La mare, Anna Michells, era filla d'un altre colon de la primera ona d'immigrants catarinenses, que s'havia traslladat a Itajaí per obrir-hi un negoci. Un cop casats, van romandre a Itajaí per continuar amb l'activitat empresarial — el municipi era un important pol comercial, doncs s'hi trobava un gran port des d'on sortia la producció agrícola i manufacturera arribada de la Vall d'Itajaí.
L'educació de Laura Müller va ser administrada pel mestre Justino José da Silva. Després va freqüentar l'escola alemanya d'Itajaí i més tard va ser alumne del professor alemany Bruno Scharn, a Blumenau. El seu pare pretenia que es convertís en agrimensor, però ell va preferir traslladar-se a la província de Rio de Janeiro, on hi residia un oncle. Allà va treballar en una ferreteria mentre continuava els estudis, matriculant-se en el Liceu d'Humanitats de Niterói.

## Carrera militar
El 28 de febrer de 1882 es va matricular en l'Escola Militar de Praia Vermella. Va estudiar enginyeria i es va graduar com a alferes el 1885. Va ser successivament promogut a tinent de segona el 1889, tinent de primera el 1890, major el 1900, tinent coronel el 1906, coronel el 1912, general de brigada el 1914 i general de divisió el 1921.

## Carrera política
El 1889 va entrar en l'Escola Superior de Guerra, adherint llavors a les idees republicanes d'un dels seus professors, Benjamin Constant. Va servir al mariscal Deodoro da Fonseca i, després de la proclamació de la República, a proposta de Constant va ser nomenat governador provisional de la província -ara transformada en estat- de Santa Catarina. La seva administració, encara que curta, va ser extremadament hàbil i profitosa. No va acomiadar ningú i va conduir una transició suau, adaptant els serveis públics al nou règim republicà.
Va renunciar al mandat de president de Santa Catarina i el 24 d'agost de 1890 va assumir el càrrec de diputat de l'Assemblea Nacional Constituent. Va ser ell qui, en la sessió del 22 de desembre de 1890, va presentar la proposta de plasmar en el nou text constitucional la decisió de traslladar la capital del brasil a un emplaçament del Planalto Central, demarcant a tal efecte 400 llegües quadrades pel Districte Federal.
El 10 de novembre de 1891 va ocupar novament el govern de Santa Catarina, però 18 dies després va ser forçat a renunciar sota amenaces dels federalistes, que ja s'havien fet forts a la regió. El 1893, quan va esclatar la Revolució Federalista, va combatre-la junt amb Hercílio Luz i Felipe Schmidt. Un cop les tropes republicanes van restablir l'ordre a l'estat i van recuperar el control de les institucions, Lauro Müller va estar lligat a la política catarinense ininterrompudament (va complir tres mandats de diputat federal, de 1891 a 1899, i altres cinc de senador, fins al 1923, més les etapes en les que va ser president estatal) fins a la data de la seva mort.

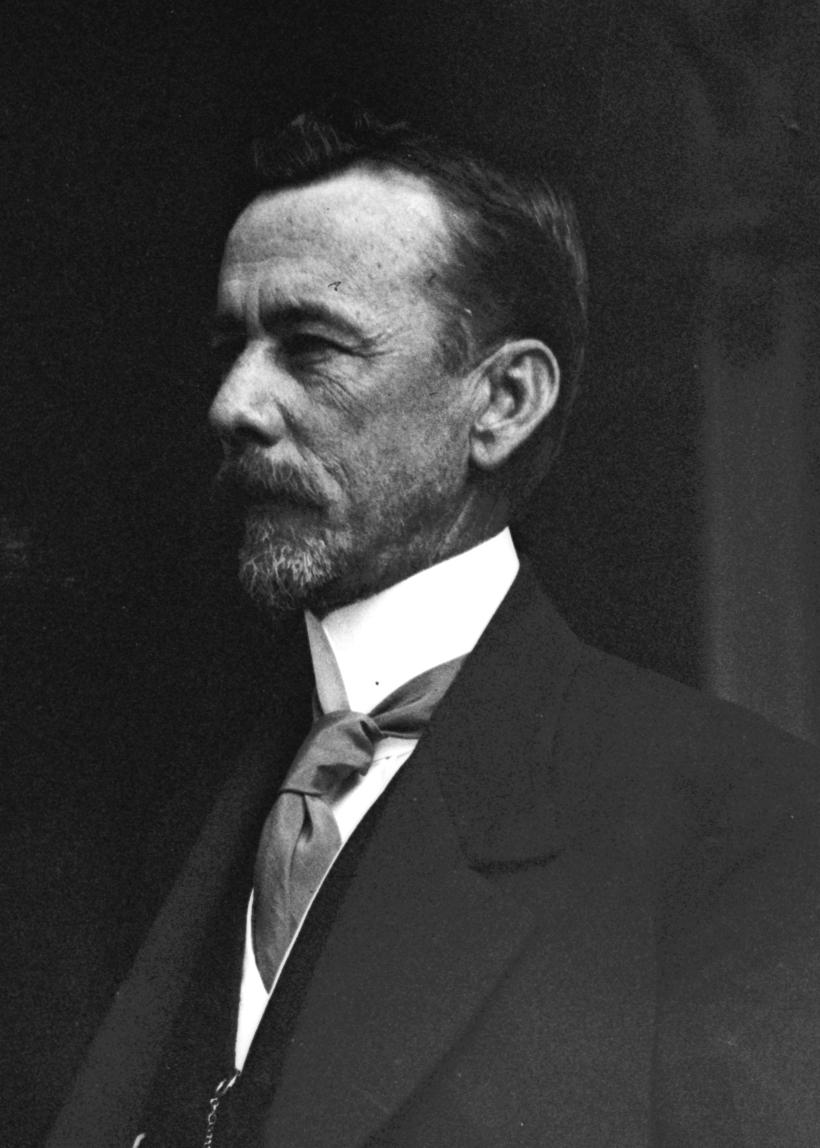
Lauro Müller, durant l'etapa de ministre d'afers exteriors.

El 1902, sota el mandat de Rodrigues Alves, va assumir el càrrec de Ministre d'Indústria, Transports i Obres Públiques. Es va fer popular per algunes obres, com la construcció de l'Avinguda Central, avui Avinguda Rio Branco, i les millores del port de Rio de Janeiro. De 1913 a 1917, durant les presidències d'Hermes da Fonseca i després de Venceslau Brás, va ocupar la cartera d'Afers Exteriors, des d'on va defensar la integració de les nacions sud-americanes i més tard, la neutralitat brasilera durant la Primera Guerra Mundial. Pressionat per la premsa, enardida contra el "perill alemany", i pels discursos inflamats de Rui Barbosa, va ser obligat a renunciar a causa dels seus orígens germànics. Durant aquest període, va rebre el títol de Doctor Honoris Causa per la Universitat Harvard.
El 1918, tornaria a ser elegit president de Santa Catarina. No obstant, va decidir no comparèixer a la presa de possessió, deixant via lliure a la investidura del vicepresident electe Hercílio Luz, rival dintre del partit i amb un gran suport popular. Müller va continuar, doncs, exercit al Senat.

## Vida familiar
El 14 de març de 1888 és iniciat en la lògia maçònica Grande Oriente do Brasil la més important del país i on el moviment republicà era molt fort.
Es va casar l'11 de maig de 1893 amb Luiza Henriqueta Ferreira de Andrade, carioca, filla del madeirense Antônio Pedro de Andrade. Van tenir tres fills: Laura (n. 1894) Lauro(n. 1896) i Antônio Pedro (n. 1898).
Va morir a Rio de Janeiro el 30 de juliol de 1926. Es troba sepultat en el Cementiri de Sant Joan Baptista, al barri de Botafogo.

## Honors

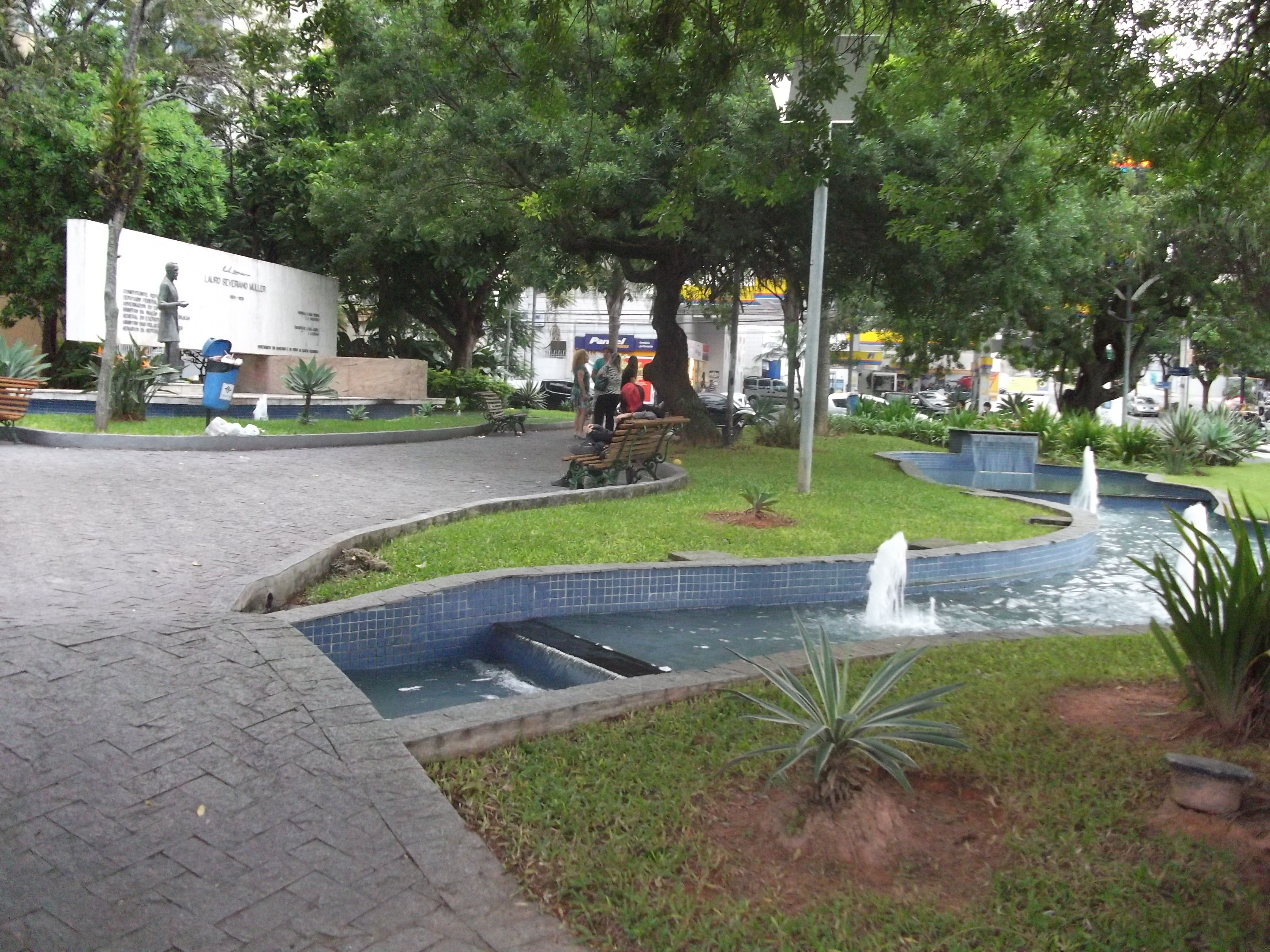
Plaça Lauro Müller de Florianópolis.

El 1917, la seva popularitat com a personatge públic, excel·lent orador i reconegut home de cultura, va propiciar-li l'elecció per a ocupar la cadira del difunt Baró de Rio Branco en l'Acadèmia Brasilera de Lletres.
L'Acadèmia Catarinense de Lletres es va crear l'any 1920 i Müller va ser triat com a patró de la cadira número 26.
El 1921 es va crear a la localitat d'Orleans (Santa Catarina) un districte batejat Lauro Müller, en honor del polític i militar. En virtut de la llei estatal núm. 273, del 6 de desembre de 1956, el districte va ser segregat i elevat a la categoria de municipi.